# Maciej Moraczewski
Maciej Moraczewski (ur. 18 lutego 1840 w Chwałkowie Kościelnym, zm. 9 kwietnia 1928 we Lwowie) – polski architekt i budowniczy.

## Życiorys
Był synem Romana oficera z czasów powstania listopadowego. Ukończył w 1862 roku studia na Berlińskiej Akademii Budownictwa, następnie pracował w pruskiej administracji budowlanej w Szczecinie. Uczestniczył w powstaniu styczniowym. Od 1874 mieszkał w Krakowie. W latach 1876–1881 był dyrektorem Urzędu Budownictwa Miejskiego w Krakowie, inicjatorem powstania Krakowskiego Towarzystwa Technicznego. Od 1881 mieszkał we Lwowie. 
W 1867 ożenił się z Anielą z Pomorskich, z którą miał trójkę dzieci: Anielę, Franciszka i Jędrzeja przyszłego premiera RP. Aniela zmarła w wieku 30 lat wskutek gorączki poporodowej. Następnie poślubił (23 stycznia 1872) siostrę Anieli, Annę, która po śmierci siostry zajęła się dziećmi. Z drugiego małżeństwa urodzili się: Maria, Ksawery i Roman. Był teściem profesora i rektora Uniwersytetu Lwowskiego Bronisława Kruczkiewicza.
Maciej Moraczewski zaprojektował między innymi: Gmach Główny Akademii Sztuk Pięknych w Krakowie (1879–1880), budynek straży ogniowej, zabudowania rzeźni miejskiej (1878) i kilka budynków krakowskich szkół miejskich z lat 1877–1881 (pl. Matejki 11, ulica Smoleńsk 5). Kierował projektem zasypania koryta Starej Wisły.
Był autorem publikacji: Projekt uregulowania starej Wisły (1876), Droga żelazna konna w Krakowie (1881), Zamek krzyżacki w Malborgu dziś a przed pięciuset laty (Lwów 1882), O budowie zagród włościańskich (1885).

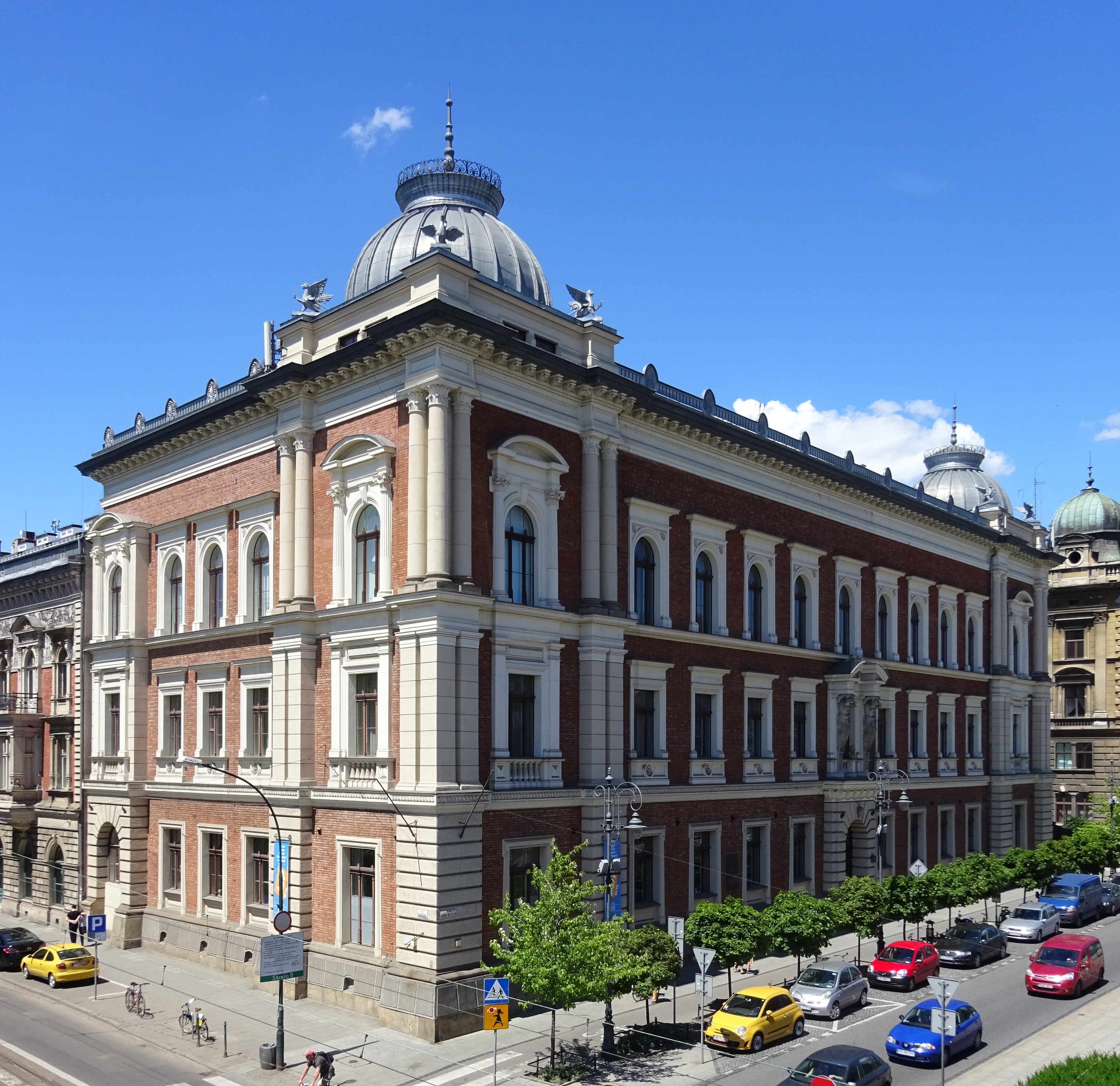
Gmach Główny Akademii Sztuk Pięknych, Kraków, pl. Matejki 13
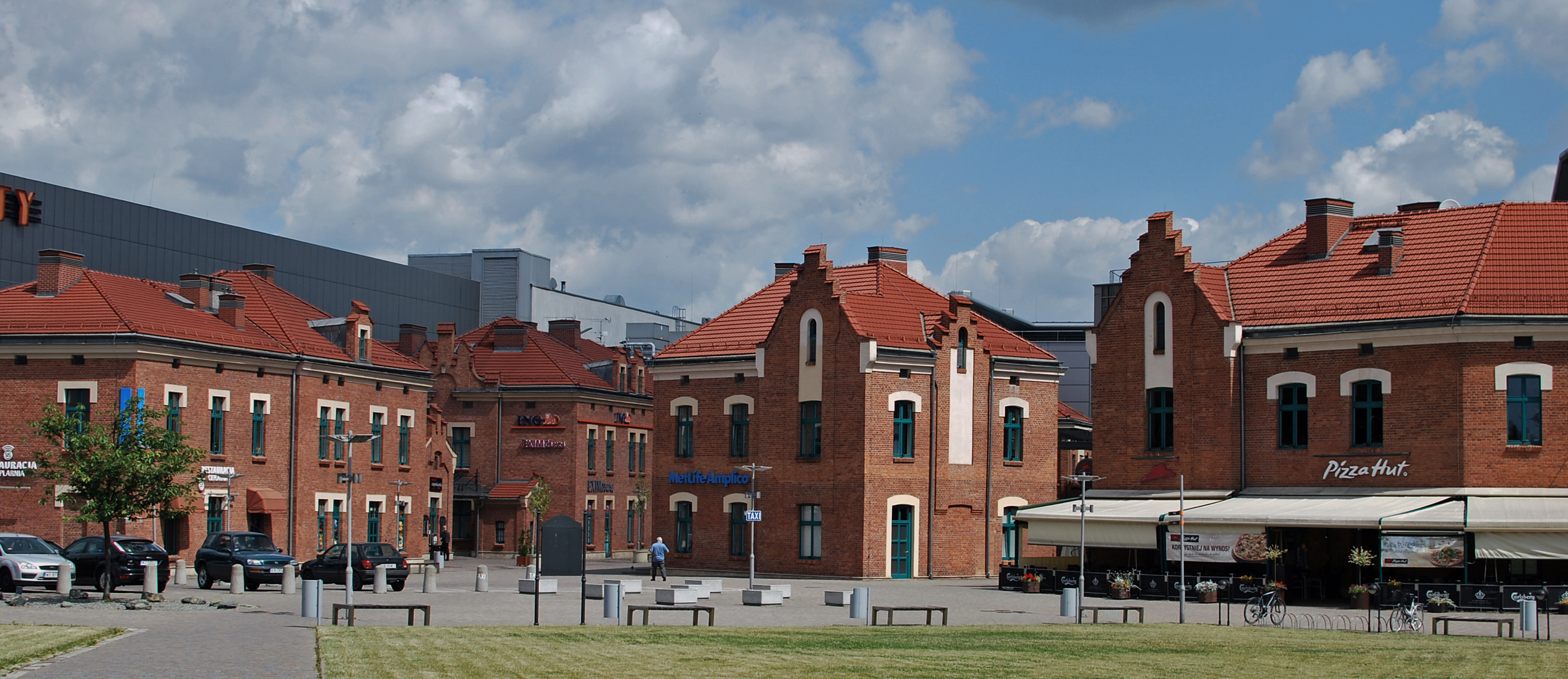
Budynki dawnej rzeźni miejskiej, Kraków, ul. Rzeźnicza 28
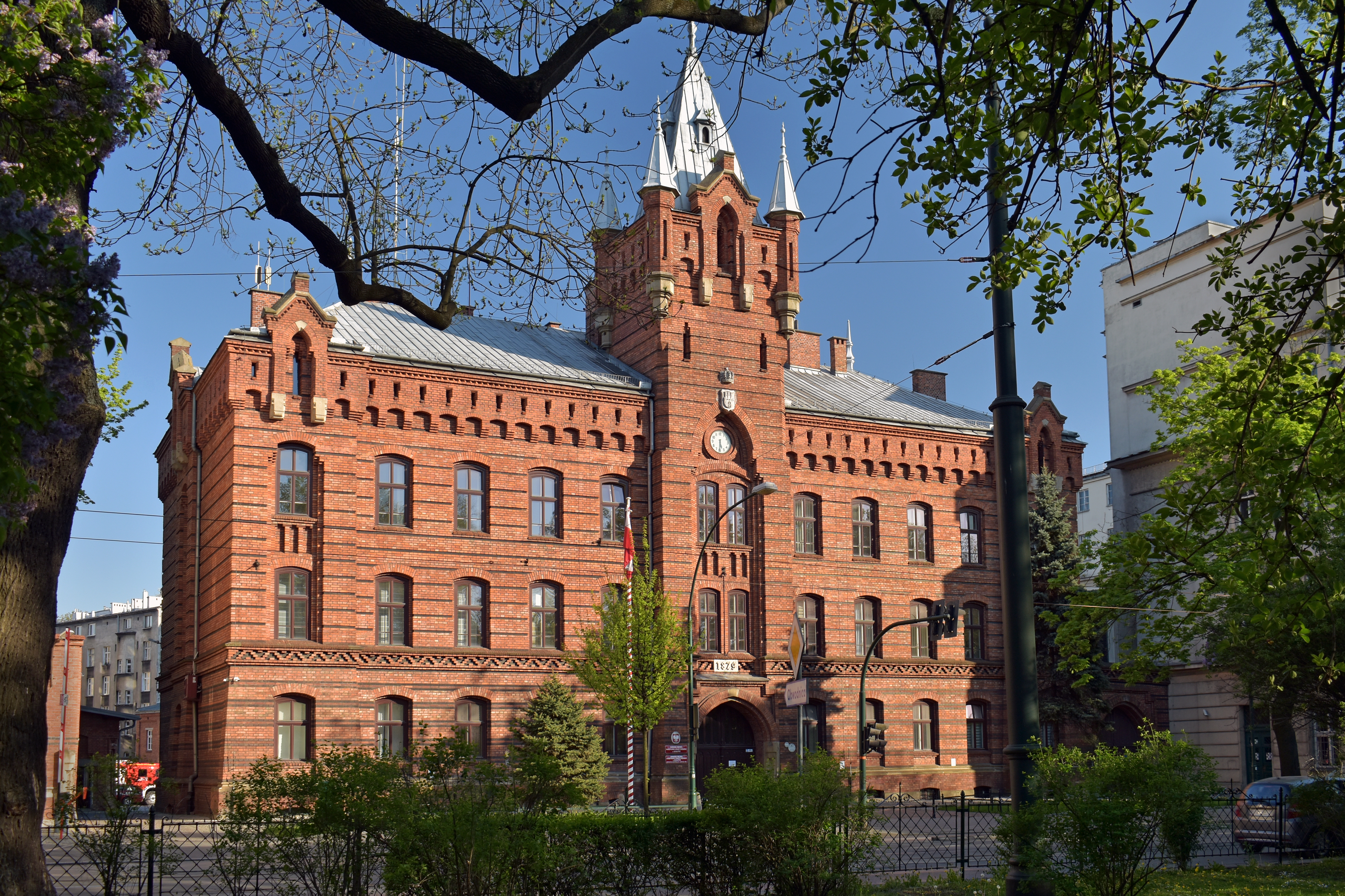
Strażnica pożarnicza, Kraków, ul. Westerplatte 19
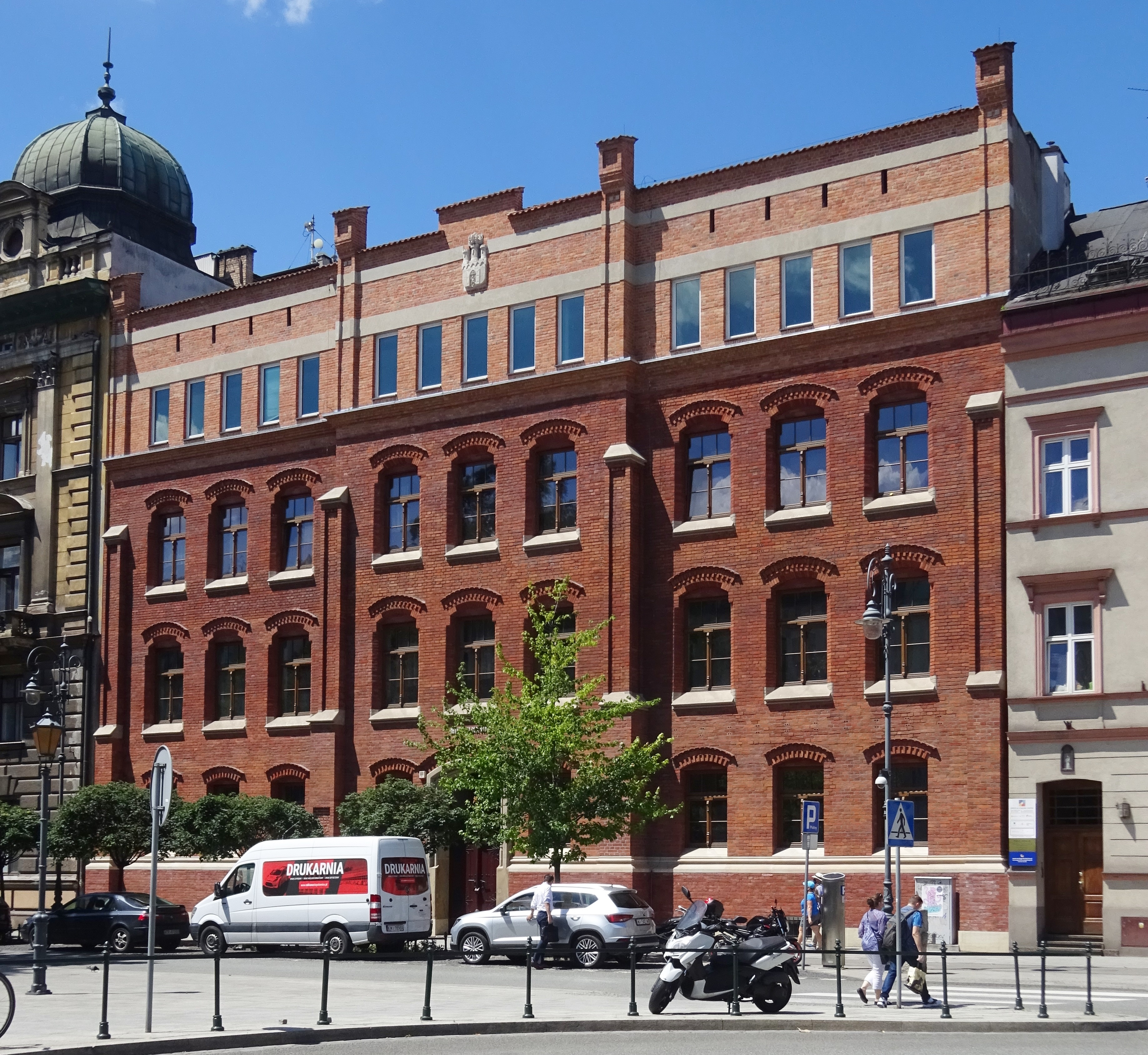
Szkoła Miejska, Kraków, pl. Matejki 11